# Día del pescaíto

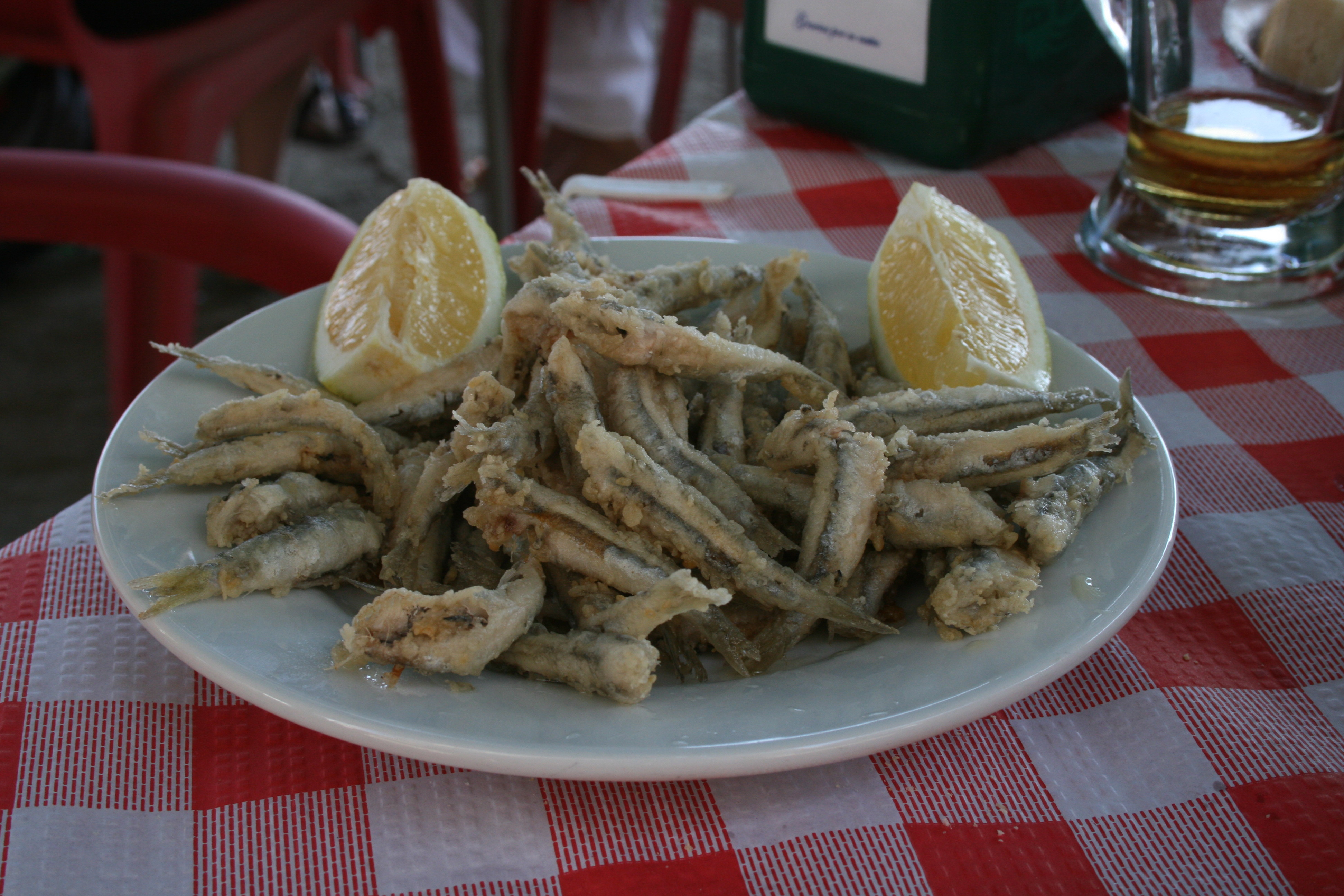
Ración de boquerones fritos, plato típico de Málaga.

El día del pescaíto es una jornada gastronómica celebrada en Torremolinos (Málaga) España. Su principal protagonista es el pescaíto frito, típico plato de la Costa del Sol y de otras localidades costeras de Andalucía y el resto de España.

## Característica
Esta jornada suele celebrarse el primer jueves del mes de junio desde finales de la década de 1980 y está organizada por el Ayuntamiento de Torremolinos y los empresarios turísticos del municipio. La fiesta se desarrolla en el barrio de La Carihuela y a lo largo del paseo marítimo casi hasta el Puerto Deportivo de Benalmádena. En ella, los chiringuitos y restaurantes reparten gratuitamente raciones de pescado y bebidas a los turistas y autóctonos.